# マリエル・フランコ
マリエル・フランコ（Marielle Franco ポルトガル語発音: [maɾiˈɛli ˈfɾɐ̃ku]、本名マリエル・フランシスコ・ダ・シルヴァ、1979年7月27日–2018年3月14日）は、ブラジルの政治家でフェミニスト、人権活動家である。公共政策修士号を取得（フルミネンセ連邦大学）すると社会主義自由党（PSOL）から立候補し、2017年1月にリオデジャネイロ市議会議員に当選。2018年3月14日、在職中に死去。

## 死の報道
2018年3月14日、ブラジル北部のリオデジャネイロ市内で会議を終えて車に乗り込んだフランコと運転手は、数発ずつ撃たれ殺害された。犯人は別の車に乗った2名とされる。フランコは警察の残虐行為や超法規的殺害に反対し、また2018年のリオデジャネイロの戒厳令発令に結びついたミシェル・テメル大統領の政府介入を公に批判している。

## 前半生
生まれ故郷のリオデジャネイロ北部のマレ（Maré）はファヴェーラ（スラム）で、フランコは人生の大部分をここで過ごしている。11歳になった1990年頃からアルバイトをして家計の足しにしていた。19歳で第1子を出産 （1998年）、子供は1人。シングルマザーとして幼稚園保育士の職につき、最低賃金で働きながら娘を育てている。

## 学生時代
大学院の文学研究科を目指して2000年から進学準備を始める。同年、流れ弾に当たり友人が路上で死亡する事件があり、フランコが人権活動に関わるきっかけとなる 。
2002年にリオデジャネイロ・カトリック大学に奨学生として入学、社会学士号を取得して卒業後、引き続きひとり親家庭で娘を育てながら働いた。後に国立フルミネンセ連邦大学に進み、公共政策修士号を取得、修士論文はファヴェーラを題材に、ギャングの支配からフェヴェーラを取り戻そうとするリオデジャネイロ（軍警察）の計画を論じた（『UPP：3文字に攻略されるファヴェーラ』）。

## 政治家としての足跡

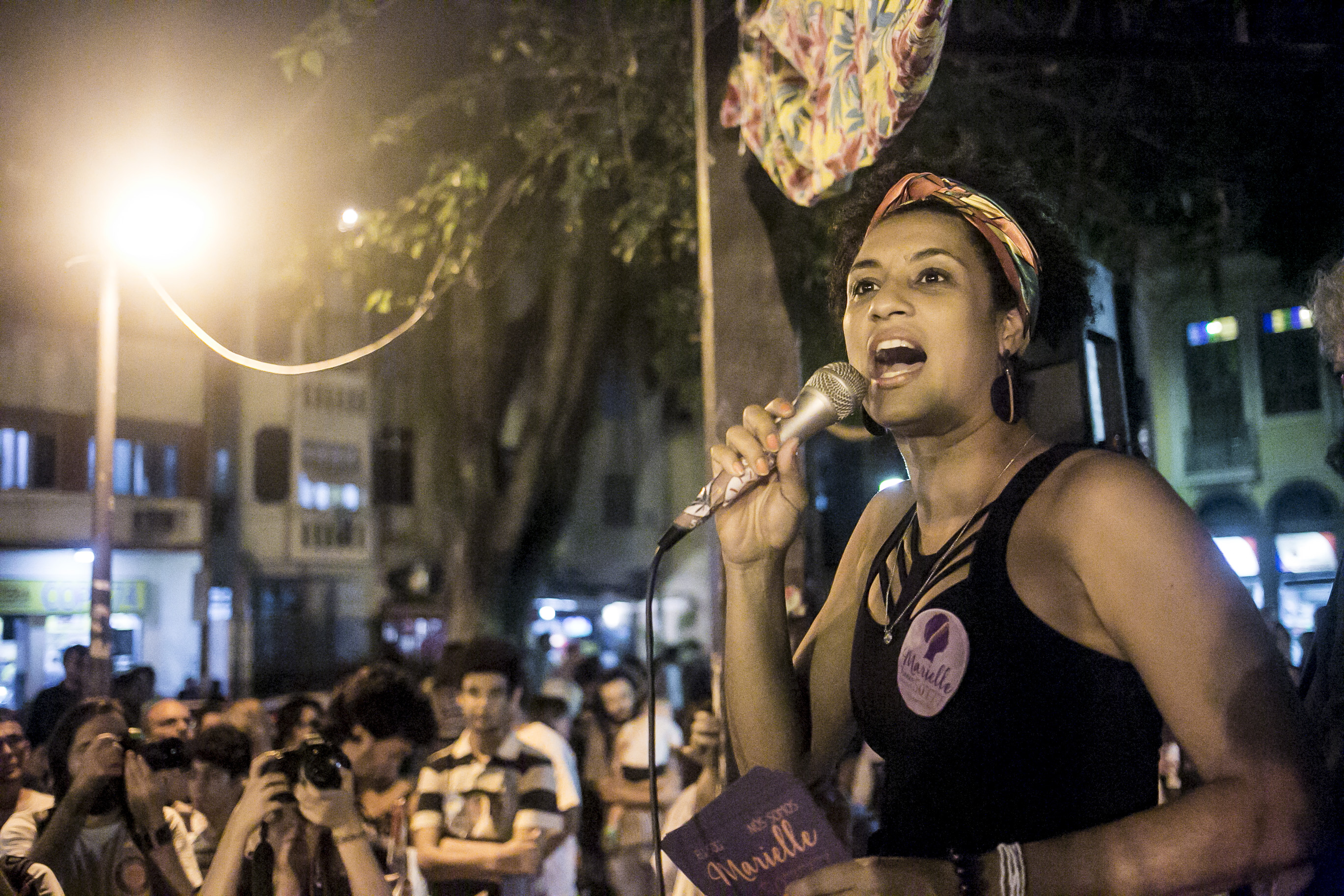
マリエル・フランコ（2016年8月）

フランコは2007年以来、州議会議員マルセロ・フレイゾの政治顧問を務め、州議会の人権国籍保護委員会の設立を取りまとめた。また社会活動の市民団体の職員として、ブラジル協会、マレ連帯研究活動センターで仕事をした。
2016年、フランコはリオデジャネイロ市議会の議員選挙に立候補すると、黒人女性のシングルマザーでファヴェーラ（スラム）出身という自身のプロフィールを訴え、貧困層の黒人女性とファヴェーラの住民の代表であり守り手として選挙運動を行う。4万6,500票以上を獲得、1500人超の候補者中第5位で当選すると51議席のひとつを得た。
市議会議員としてDV防止、性と生殖の権利、ファヴェーラの住民の権利擁護を求めている。女性防衛委員会の委員長職のほか、リオデジャネイロ市政への連邦政府の介入を監視する4人委員会の一員として活動。2017年8月にはリオデジャネイロ・レズビアン・フロントと協同でリオデジャネイロ市議会に要望書を提出、レズビアンへの認識を高める記念日制定を提案したが議決で賛成19、反対17で棄却された。

## 最晩年と暗殺

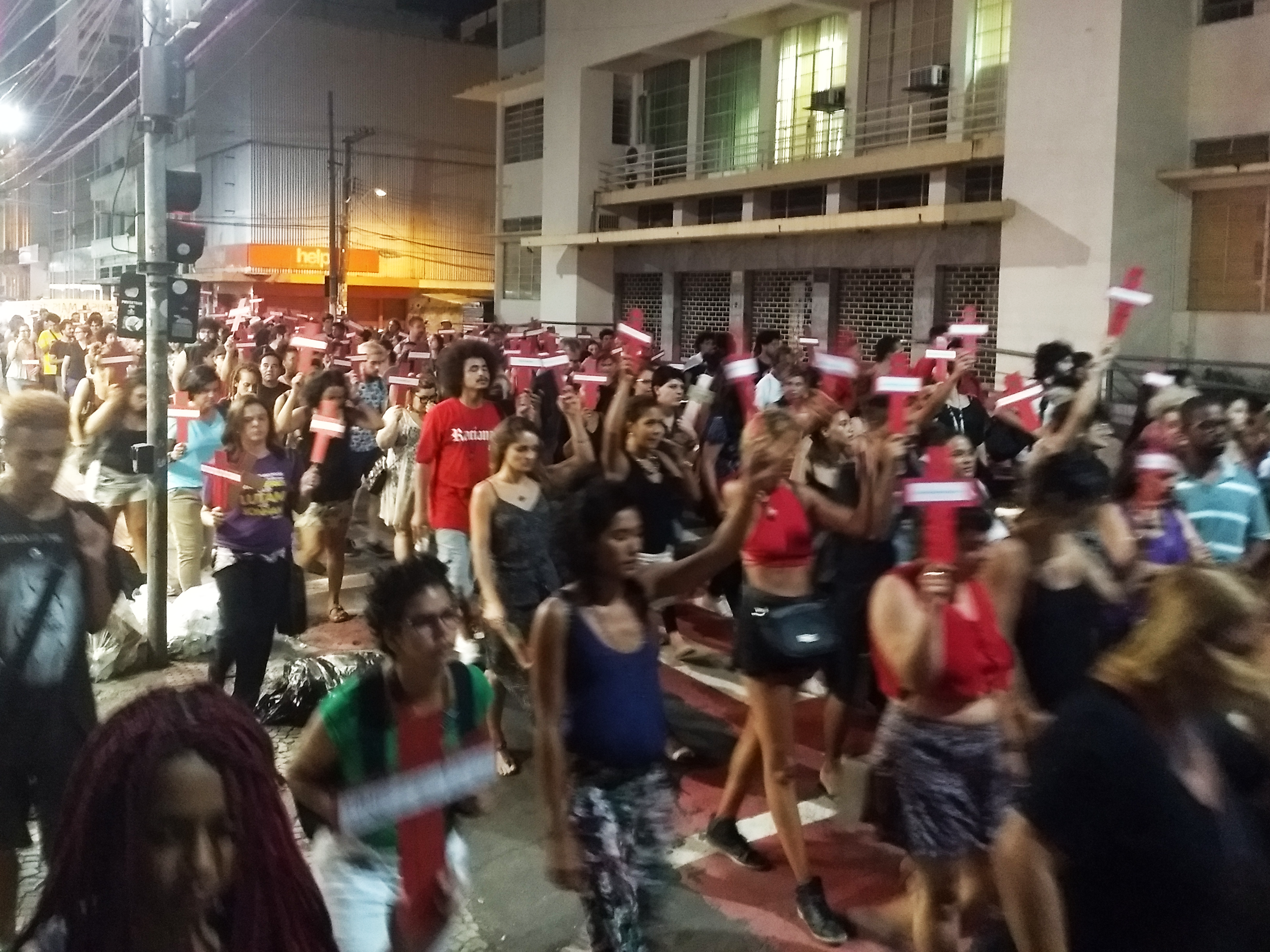
追悼デモが開かれたヴィトーリア。マリエル・フランコとアンデルソン・ペドロ・ゴメスの暗殺に抗議する参加者。

2018年3月13日、フランコはTwitterのアカウントでリオデジャネイロ警察による暴力に抗議した。
また警察による青年の殺人が発生。マテウス・メロは教会から出たとたんに殺された。この戦争が終わるまでにあと何人が死ななければいけないのだろうか？
翌日、フランコは「[権力]構造を動かす若い黒人女性たち」（ポルトガル語: Jovens Negras Movendo Estruturas）の円卓会議に出席。およそ2時間後に会議場を出て車に乗り込んだところで、フランコと運転手のアンデルソン・ペドロ・ゴメスは別の車に乗った男性2名に撃たれ、致命傷を負った。弾丸は合計9発でうち4発がフランコに – 頭部に3発、頚部に1発命中している。後部座席でフランコの隣に座った報道担当者は怪我を負ったものの命に別状はなかった。
事件発生の一報を受けて直後に現場に到着したリオデジャネイロ市議会のマルセロ・フレジオ議員（PSOL所属）は、明らかにフランコを標的にした襲撃だと述べた。リオデジャネイロ警察によると、9発の弾丸の発射角度は暗殺の仮説を裏付けるという。また弾丸は2006年にブラジリアの連邦警察が一括購入したものの一部と発表された。ラウル・ユングマン公安大臣はパライバ州の郵便局の保管施設から盗まれたと述べたが、同郵便局が公式に否定した後に発言を撤回している。

### 暗殺の反応
ブラジル全国で数千人が街頭デモに参加し、アムネスティ・インターナショナルおよびヒューマン・ライツ・ウォッチはフランコの死に対して非難する声明を発表した。「フランコのTwitterの最後の投稿の1つは、警察の暴力に注意を喚起したことだ。『また警察による青年の殺人が発生。マテウス・メロは教会から出たとたんに殺された。この戦争が終わるまでにあと何人が死ななければいけないのだろうか？』と書いている。」
友人でもあったジャーナリストのグレン・グリーンウォルド（インターセプト）はフランコの暗殺に関する「最も重要なポイント」と呼ぶものを列挙した。
最も無法な警察大隊に常に立ち向かい、軍事介入に反対する勇敢な行動主義を貫いたフランコ、そして黒人の同性愛者女性としてブラジルの権力構造に加担しようとせず覆そうとした人物の伸びしろこそ、もっとも脅威となるのです。

## 私生活
フランコはゲイでありバイセクシュアルであることを公表してきた。2017年よりリオデジャネイロ近隣のチジューカにパートナーのモニカ・テレザ・ベニシオと18歳の娘、ルジャラ・サントスと暮らす。18歳のとき友人との旅行中に24歳のベニシオと出会い、家族や友人の反対により何度か中断しつつ交際を13年続ける。互いに別のパートナーと付き合った期間があった。2019年に結婚を予定していたという。